# Reforma Gabo
La Reforma Gabo, también conocida como Reforma Kabo, describe una serie de reformas radicales sugeridas al gobierno de Corea, que comenzaron en 1894 y terminaron en 1896, durante el reinado de Gojong de Corea, en respuesta a la Revolución Campesina Donghak. Los historiadores debaten el grado de influencia japonesa en este programa, así como su efecto para fomentar la modernización del país.
El nombre Gabo (갑오, 甲午) proviene del nombre del año 1894 en el tradicional ciclo sexagenario.

## Antecedentes
El desorden y la flagrante corrupción en el gobierno coreano, particularmente en las tres áreas principales de ingresos (impuestos a la tierra, servicio militar y sistema de graneros estatales) constituían un grave peso sobre el campesinado coreano.
Debe destacarse la corrupción de los funcionarios locales (hyangi), que podían comprar sus cargos como administradores y encubrir sus depredaciones contra los agricultores recurriendo a estratagemas burocráticas. Las familias Yangban, anteriormente muy respetadas por su condición de clase noble, fueron cada vez más vistas como un estrato social apenas por encima de los plebeyos, cuyos miembros no estaban dispuestos a cumplir con sus responsabilidades para con sus comunidades.
Ante la creciente corrupción en el gobierno, el bandolerismo de los desposeídos (como los bandidos montados, o hwajok, y los piratas, o sujok), y también el abuso por parte de los militares, muchos aldeanos pobres buscaron aunar sus recursos, tales como tierras, herramientas y habilidades de producción para poder sobrevivir.
A pesar de que el gobierno abolió la esclavitud y quemó los registros en 1801, un número cada vez mayor de campesinos y agricultores se iba afiliando a «asociaciones de asistencia mutua». Instituciones como las misiones católicas y protestantes, con la naturaleza igualitaria de sus enseñanzas, ganaron seguidores entre los yangban, aunque por lo general en las áreas urbanas y no tanto en las rurales.
Podría decirse que de mayor influencia fueron las enseñanzas religiosas de Choi Je-u (최제우, 崔濟愚, 1824-1864) llamadas Donghak o «Aprendizaje Oriental», que se hicieron especialmente populares en las zonas rurales. Se promovieron temas de exclusión (de influencias extranjeras), nacionalismo, salvación y conciencia social, para permitir que los agricultores analfabetos comprendieran los conceptos y los aceptaran más fácilmente.
Choi, como muchos coreanos, estaba alarmado por la intrusión del cristianismo y la ocupación anglofrancesa de Pekín durante la segunda guerra del Opio. Creía que la mejor manera de contrarrestar la influencia extranjera en Corea era introducir reformas democráticas y de derechos humanos impulsadas desde el interior. El nacionalismo y la reforma social tocaron una fibra sensible entre las guerrillas campesinas y el Donghak se extendió por toda Corea. Los revolucionarios progresistas organizaron a los campesinos en una estructura cohesiva. Detenido en 1863 tras el levantamiento de Chinju liderado por Yu Kye-cheun, Choi fue acusado de «engañar al pueblo y sembrar discordia en la sociedad». Choi fue decapitado en 1864, lo que hizo que muchos de sus seguidores se escondieran en las montañas y se prolongara el sufrimiento de la población coreana.
El rey Gojong (r. 1864-1910), entronizado a la edad de doce años, sucedió a Cheolchong (r. 1849-1863). El padre del rey Gojong, Heungseon Daewongun (Yi Ha-ung; 1820-1898), gobernó como regente de facto e introdujo una reforma de amplio alcance para fortalecer la administración central. Entre sus medidas específicas estaba la de transformar el sistema de gobierno heredado por unas pocas familias poderosas mediante la adopción de un sistema de méritos para los nombramientos oficiales.
Además, las seowon (academias privadas), que amenazaban con desarrollar un sistema paralelo al gobierno corrupto y disfrutaban de privilegios especiales y grandes propiedades de tierra, fueron reprimidas mediante impuestos, a pesar de la acérrima oposición de los eruditos confucianos. Sin embargo, la decisión de reconstruir los edificios del complejo palaciego y financiarlos mediante impuestos adicionales a la población provocó que los intentos de reforma de Heungseon Daewongun chocaran con la oposición de los tres sectores más importantes que apoyaban al gobierno: la élite gobernante, los eruditos confucianos y la población en general. Heungseon Daewongun fue acusado en 1873 por los partidarios de la emperatriz Myeongseong y obligado a dejar el poder.
El 27 de febrero de 1876 se firmó el Tratado Japón-Corea de 1876, también conocido en Japón como Tratado de Amistad Japonés-Coreano (Nitchō-shūkōjōki, 日朝修好条規), (en hangul, 강화도조약; en hanja, 江華島條約; romanización revisada del coreano, Ganghwado joyak). Fue diseñado para abrir Corea al comercio japonés, y los derechos otorgados a Japón bajo el tratado fueron similares a los otorgados a las potencias europeas en Japón después de la visita del comodoro Matthew Perry en 1854. El tratado puso fin al estatus de Corea como protectorado de China, obligó a abrir tres puertos coreanos al comercio japonés, y otorgó derechos extraterritoriales a los ciudadanos japoneses. Fue un tratado desigual firmado bajo la coacción del Incidente de Unyo de 1875 (diplomacia de las cañoneras).
Daewongun siguió oponiéndose a cualquier concesión a Japón o a los europeos occidentales y ayudó a organizar el motín del incidente de Imo de 1882, un estallido antijaponés contra la emperatriz y sus aliados. Motivadas por el resentimiento que causaba el trato preferencial dado a las tropas recién entrenadas, las fuerzas de Daewongun, o «viejos militares», mataron a oficiales de adiestramiento japoneses y atacaron la legación japonesa. Durante el incidente también murieron diplomáticos japoneses, policías, estudiantes y algunos miembros del clan Min.
Daewongun se reinstauró brevemente en el poder, solo para ser conducido por la fuerza a China por tropas de este país enviadas a Seúl para evitar mayores disturbios. En agosto de 1882, por el Tratado de Chemulpo (Tratado Japón-Corea de 1882 ), el gobierno coreano indemnizó a las familias de las víctimas japonesas, pagó una reparación al gobierno japonés por valor de 500 000 yenes y permitió que una compañía de guardias japoneses estuviera estacionada en la legación japonesa. En Seúl.
La lucha entre los seguidores de Heungseon Daewongun y los de la emperatriz Myeongseong se complicó aún más por la competencia de una facción independentista coreana conocida como Partido Progresista (Kaehwadang), así como de la facción conservadora. Mientras los primeros buscaban el apoyo de Japón, los segundos hacían lo propio con China. El 4 de diciembre de 1884, el grupo independentista coreano, asistido por los japoneses, dio un golpe de Estado (Kapsin Chongbyon; Golpe de Estado de 1884) y estableció un gobierno projaponés bajo el rey reinante, dedicado a la independencia de Corea de la soberanía china.
Sin embargo, este estado de cosas resultó ser de corta duración, ya que los funcionarios coreanos conservadores solicitaron la ayuda de las fuerzas chinas estacionadas en Corea.El golpe fue sofocado por tropas chinas y una turba coreana mató tanto a oficiales japoneses como a residentes japoneses en represalia.Algunos líderes de la facción independentista, incluido Kim Okgyun, huyeron a Japón, mientras que otros fueron ejecutados.
El estallido de la Revolución Campesina Donghak en 1894 proporcionó un pretexto para la intervención militar directa de Japón en los asuntos de Corea. En un intento de resarcirse de  una larga historia de penurias y corrupción, distintas facciones de la población campesina coreana se unieron y se rebelaron contra la administración coreana. En abril de 1894 el gobierno coreano pidió ayuda a China para poner fin a la revuelta campesina de Donghak. En respuesta, los líderes japoneses, citando como pretexto una violación de la Convención de Tientsin, decidieron intervenir militarmente para desafiar a China. China solicitó a Japón que retirara sus tropas; Japón se negó y propuso que los Qing y Japón se coordinaran para reformar el gobierno coreano. Los Qing se negaron.
El 3 de mayo de 1894 1500 soldados de la dinastía Qing aparecieron en Incheon. El mismo día, 6000 soldados japoneses también desembarcaron en Incheon, lo que fue el inicio de la guerra sino-japonesa. Japón depuso al gobierno coreano e instaló un nuevo gobierno al que exigió abandonar la protección Qing y comenzó un programa de reformas. Japón ganó la Primera guerra sino-japonesa y China firmó el Tratado de Shimonoseki en 1895. Entre sus muchas estipulaciones, el tratado reconocía «la plena y completa independencia y autonomía de Corea», poniendo así fin a la relación tributaria de Corea con la dinastía Qing china, lo que llevó a la proclamación de la plena independencia de Corea de Joseon en 1895.
Al mismo tiempo, Japón reprimió la Revolución Donghak con las fuerzas del gobierno coreano. Aunque la revuelta quedó sofocada, los problemas y quejas de la población campesina coreana seguían sin abordarse.

## Reformas
Las reformas se lograron en gran medida en tres etapas, según los cambiantes miembros del consejo de reforma y la participación de Japón.

### Primeras reformas
Las primeras reformas tuvieron lugar entre julio y octubre de 1894, basándose en el proyecto de reforma original presentado por el embajador japonés, Ōtori Keisuke (大鳥圭介). Anteriormente, el proyecto de reforma había sido rechazado por la corte Joseon y la dinastía Qing. Como Japón se centró más en la guerra sino-japonesa, muchas de las primeras reformas reflejaron las medidas deseadas por los miembros progresistas del consejo, e incluso algunas de las exigencias de los campesinos de la Revolución Campesina de Donghak no pasaron desapercibidas. El Consejo aprobó 210 proyectos de ley de reforma de Kim Hong-jip. En esta primera etapa de la reforma hubo poca interferencia por parte de Japón.
Se aprobaron doscientos diez artículos; el más notable fue la reestructuración del gobierno central que reducía las responsabilidades del rey y otorgaba más poder al Uijeongbu. El sistema gwageo fue abolido y reemplazado por un sistema burocrático japonés. Se centralizó la administración de los asuntos financieros, se revisó el sistema tributario, un nuevo sistema monetario permitió el uso de la moneda japonesa, y el sistema de medidas se sustituyó por el de Japón.
También se abordaron otras reformas sociales; Se prohibió la discriminación basada en el sistema de clases, la esclavitud, el matrimonio de menores, y se concedió a las viudas el derecho a volver a casarse. Estas reformas cambiaron legalmente el sistema feudal tradicional que se había seguido durante cientos de años.

### Segundas reformas
El segundo período de reformas tuvo lugar desde diciembre de 1894 hasta julio de 1895. Japón cerró Gunguk Gimucheo en diciembre de 1894, cuando el resultado de la guerra sino-japonesa se inclinaba a su favor, y estableció un nuevo gabinete de coalición formado por Kim Hong-jip y Park Yung-hio. El gabinete presentó una nueva ley, Hongbeom 14jo (홍범 14조, "Reglas ejemplares", 14 artículos), que proclamaba la ruptura de la relación subordinada a China, la abolición del nepotismo en el gobierno y la reestructuración de las oficinas gubernamentales y sus funciones.
Con esta ley como fundamento se aprobaron 213 nuevos artículos. Los nombres de Uijeongbu y sus subsidiarias se cambiaron al moderno naegak (내각, gabinete) y bu (부, departamento). Los distritos administrativos se reorganizaron en 23 bu (부, región) y 337 gun (군, distrito). Se instalaron nuevas oficinas tributarias en todo el país para supervisar los asuntos fiscales, se revisaron y modernizaron los sistemas militares y policiales, y se cambiaron los sistemas judiciales con nuevos tribunales y códigos.
Las segundas medidas de reforma se detuvieron cuando Park Yung-hio, que las había impulsado, huyó a Japón después de haber sido acusado de conspiración y traición por los contrarios a estas las reformas.

### Asesinato de la reina Min, 1895
El ministro japonés en Corea, Miura Gorō, orquestó un complot contra la reina Min (que posteriormente recibió el título de emperatriz Myeongseong) y el 8 de octubre de 1895 fue asesinada por agentes japoneses. En 2001 se encontraron informes rusos sobre el asesinato en los archivos del Ministerio de Asuntos Exteriores de la Federación Rusa. Los documentos incluían el testimonio del rey Gojong y de varios testigos del asesinato, y el informe de Karl Ivanovich Weber a Aleksey Lobanov-Rostovsky, el ministro de Asuntos Exteriores de Rusia. Weber era entonces el encargado de negocios de la legación rusa en Seúl.Según un testigo ruso, Seredin-Sabatin (Середин-Cабатин), que era un empleado del rey coreano, un grupo de agentes japoneses entró en Gyeongbokgung, mataron a la reina Min y profanaron su cuerpo en el ala norte del palacio.
Cuando recibió la noticia, Heungseon Daewongun regresó al palacio real el mismo día.El 11 de febrero de 1896 el rey Gojong y el príncipe heredero se trasladaron de Gyeongbokgung a la legación rusa en Jeong-dong, Seúl, desde donde gobernaron durante aproximadamente un año, evento conocido como el refugio real de Corea en la legación rusa . Después de regresar al palacio real, la familia real todavía siguió protegida por guardias rusos.
En medio del desorden en la política de Joseon en ese momento, algunos académicos de Seonbi movilizaron voluntarios para luchar contra la influencia extranjera sobre el gobierno. Esto también llevó al levantamiento de los ejércitos temporales de Eulmi destinados a vengar el asesinato de la reina Min.

### Terceras reformas
Estimulado en gran medida por el asesinato de la reina y los disturbios posteriores, el gobierno, entonces dirigido por un nuevo gabinete progresista encabezado por Kim Hong-jip y Yu Kil-chun, llevó a cabo reformas desde octubre de 1895 hasta febrero de 1896. Se creó un organismo de reforma especial, Gunguk Gimucheo (군국기무처, ‘Consejo Deliberante’).Sus políticas dieron como resultado el abandono oficial del calendario lunar en favor del moderno calendario solar gregoriano, la designación oficial de años de reinado independientes de la tradición china, la creación de un servicio postal, la introducción de escuelas primarias y un nuevo sistema educativo y la renovación del sistema militar.
La reforma más controvertida en este momento fue la proclamación de la «Ley de Pelo Corto» (단발령, 斷髮令), cuya finalidad era la de eliminar el sangtu masculino tradicional coreano y reformar la vestimenta tradicional. Desencadenó muchas protestas entre la gente, sobre todo entre los académicos conservadores, que ya estaban desilusionados por el gabinete projaponés. Habían creado el Ejército Justo y habían protestado activamente en todo el país, intensificando sus protestas después del asesinato de la reina Myeongseong en 1895. Después de que el rey Gojong y el príncipe heredero huyeran en busca de refugio a la legación rusa en 1896, esta oposición tuvo como resultado el asesinato de Kim Hong-jip y otros miembros del gabinete, y las reformas llegaron a su fin.

### Principales disposiciones de la Reforma Gabo
La Reforma Gabo fue similar a la Restauración Meiji en Japón y produjo los siguientes cambios: 
1. Corea es un país soberano (es decir, completamente independiente de la interferencia externa de China).
2. Queda abolida la sociedad jerárquica (sistema de clases). Se eliminan los privilegios sociales de las clases Yangban.
3. A aquellos con talento se les debe permitir estudiar y ser nombrados para funciones gubernamentales basándose únicamente en el mérito, independientemente de su clase social.
4. El ejército debe establecerse sobre la base del servicio militar obligatorio, independientemente de su origen. Se establecen una fuerza policial y un ejército modernos.
5. Todos los documentos oficiales deben estar escritos en hangul y no en hanja (caracteres chinos).
6. Trabajar el cuero, actuar, etc. ya no deben considerarse trabajos degradantes, y las personas que los realizan ya no son parias.
7. Se desarrolla un sistema sólido de gestión fiscal y de utilización de los recursos fiscales del gobierno para crear riqueza para el país.
8. Se prohíbe la tortura de sospechosos y testigos y se elimina la culpa por asociación (castigo a los familiares de los delincuentes).
9. Se pone fin a los monopolios mercantiles.
10. Se confirma la prohibición de venta de esclavos a partir de 1886 y se eliminan todas las formas de esclavitud legal.
11. La edad para contraer matrimonio se eleva a veinte años para los hombres y dieciséis para las mujeres (prohibiéndose así el matrimonio infantil).

### Protestas por la democracia y proclamación del Imperio de Corea, 1896-1898
Después del Refugio Real, algunos activistas coreanos establecieron el Club de la Independencia (독립협회, 獨立協會) en 1896. Afirmaron que Corea debería negociar con las potencias occidentales, particularmente Rusia, para contrarrestar la creciente influencia de Japón y Rusia. Este club había contribuido a la construcción de la Puerta de la Independencia y celebraban reuniones periódicas en las calles de Jongno, exigiendo reformas democráticas y el fin de la influencia japonesa y rusa en los asuntos coreanos. En octubre de 1897, el rey Gojong decidió regresar a su otro palacio, Deoksugung, y proclamó la fundación del Imperio de Corea. Durante este período, el gobierno coreano llevó a cabo una política de occidentalización. Sin embargo, no fue una reforma duradera y el Club de la Independencia se disolvió el 25 de diciembre de 1898, cuando el emperador Gojong anunció oficialmente la prohibición de asambleas no oficiales.